# Ржип
Ржип (чеш. hora Říp) — гора в Чехии. Высота 459 метров. Расположена посреди равнины, благодаря чему видна с большого расстояния. Геологически представляет собой остатки древнего вулкана.
По легенде, именно на этой горе Чех (прародитель всех чехов) поселил своё племя после долгих странствий. Гора является национальным символом Чехии.
На вершине горы находится романская ротонда Святого Георгия (Йиржи), построенная в 1126 году.